# Paul Otto Geibel
Paul Otto Geibel (Dortmund, 10 giugno 1898 – Varsavia, 12 novembre 1966) è stato un generale e poliziotto tedesco, Brigadeführer delle SS e Maggior generale della Polizia ultimo Comandante della Polizia e delle SS di Varsavia durante la Seconda guerra mondiale.
In questa funzione fu coinvolto nella Rivolta di Varsavia e nella successiva distruzione della città. Alla fine della guerra, fu condannato per crimini di guerra e si suicidò mentre scontava una condanna a vita in Polonia.

## Biografia

### Primi anni di vita
Geibel nacque a Dortmund, figlio di un direttore scolastico. Allo scoppio della Prima guerra mondiale, lasciò la scuola e si arruolò nella Marina imperiale tedesca. Prestò servizio in mare e nell'artiglieria costiera, terminando il suo servizio a bordo dell'incrociatore da battaglia SMS Hindenburg, e salendo al grado di Leutnant zur See (Tenente a mare). Dopo la guerra tornò alla vita civile e lavorò come venditore di assicurazioni dal 1920 al 1933. Si unì al Partito Nazionalsocialista Tedesco dei Lavoratori (numero di iscrizione 761.353) e alla sua ala paramilitare, le SA, nel dicembre 1931. Fu nominato SA-Sturmführer (Luogotenente) nel dicembre 1933.

### Carriera di polizia in tempo di pace
dalla fine del 1933 al marzo 1935, Geibel lavorò nel quartier generale berlinese del corpo di polizia delle SA, arrivando infine al grado di SA-Sturmbannführer (Maggiore). Nell'aprile 1935 entrò a far parte della gendarmeria, o forza di polizia rurale, un ramo della Ordnungspolizei (Polizia d'Ordine) alle dipendenze del ministero dell'interno. Dall'aprile 1935 all'ottobre 1942 fu assegnato al ministero dell'interno, amministrando le componenti motorizzate del corpo con il grado di Maggiore. Inoltre fu ammesso alle SS (numero 313.910) nel dicembre 1938 come SS-Sturmbannführer. Dall'ottobre 1942 alla fine di marzo 1944 diresse l'"Ufficio di comando di gruppo II" nell'Hauptamt (Ufficio centrale) della Ordnungspolizei.

### Seconda guerra mondiale
il 31 marzo 1944, fu trasferito al Governatorato generale e nominato Capo della Polizia e delle SS a Varsavia, in sostituzione permanente dell'SS-Brigadeführer Franz Kutschera che era stato assassinato il 1º febbraio. Geibel sarebbe stato l'ultimo a ricoprire questa posizione. Il 1º agosto 1944, la Rivolta di Varsavia fu lanciata dall'Armia Krajowa (Armata Nazionale). In qualità di comandante di tutte le SS e delle forze di polizia della città, Geibel fu uno dei principali partecipanti alla repressione della rivolta venendo coinvolto nel Massacro della prigione di Mokotów in cui vennero uccisi 600 detenuti. Dopo la sconfitta delle forze polacche, Geibel svolse un ruolo chiave nella distruzione di Varsavia come rappresaglia ordinata dal Reichsführer-SS Heinrich Himmler. Il 12 ottobre 1944 Himmler lo nominò sovrintendente dell'operazione. Gli furono concessi pieni poteri per espellere la popolazione e per cancellare la capitale polacca, che fu in gran parte rasa al suolo. Geibel fu promosso al grado finale di SS-Brigadeführer e Maggior generale della Polizia il 26 ottobre 1944. Il 1º febbraio 1945 lasciò il suo incarico a Varsavia e fu nominato comandante delle forze della Ordnungspolizei a Praga nel Protettorato di Boemia e Moravia dove rimase fino alla fine della guerra in Europa l'8 maggio 1945.

### Processi nel dopoguerra
Geibel fu arrestato in Cecoslovacchia, processato e condannato a cinque anni di lavori forzati. Dopo aver scontato questa pena detentiva, venne estradato in Polonia. Lì fu processato dal tribunale provinciale di Varsavia e condannato all'ergastolo il 31 maggio 1954 per le sue attività di comandante delle SS e della Polizia a Varsavia durante la rivolta della città. Rilasciato brevemente dalla custodia nel 1956 per motivi di buona condotta, fu presto nuovamente incarcerato a seguito di una protesta da parte dei sopravvissuti polacchi alla rivolta. Geibel si tolse la vita nella prigione di Mokotów di Varsavia mentre era ancora in custodia.